# Екологічні витрати
Екологі́чні ви́трати — 1) міра того, що має бути віддано за можливість або необхідність споживання (використання) природних благ. Витраченими можуть бути: праця, матеріальні активи (ресурси), енергія, кошти, психологічний (моральний) стан тощо. 2) Виражена у грошовій формі сума активів (матеріальних ресурсів, енергії, коштів, праці), пов'язаних із відтворенням або використанням природних чинників.